# Not Without a Fight
Not Without a Fight es el sexto álbum de estudio de la banda estadounidense de pop punk New Found Glory. Fue lanzado el 10 de marzo de 2009 a través del sello independiente Epitaph Records. Fue producido por el cantante y bajista de Blink-182, Mark Hoppus, y grabado en los estudios OPRA de su casa, el álbum fue visto como un regreso a las raíces energéticas de la banda en comparación con su predecesor, el suave Coming Home (2006).
En Estados Unidos, las ventas de la semana de apertura alcanzaron las 26.900 unidades, lo que le permitió debutar en el número uno de la lista de Billboard Independent Albums y en el número doce de la Billboard 200. Esto marcó su cuarto álbum consecutivo en debutar entre los veinte primeros de la lista de Billboard, a pesar de filtrarse seis semanas antes de su lanzamiento oficial. El álbum fue lanzado temprano en Australia para coincidir con la aparición de la banda en el Soundwave Festival y debutó en el número treinta y seis de las listas de ARIA.

## Lista de canciones
| N.º | Título                                         | Duración |  |
| 1.  | «Right Where We Left Off»                      | 3:05     |  |
| 2.  | «Don't Let Her Pull You Down»                  | 3:28     |  |
| 3.  | «Listen to Your Friends»                       | 3:20     |  |
| 4.  | «47»                                           | 2:52     |  |
| 5.  | «Truck Stop Blues»                             | 2:15     |  |
| 6.  | «Tangled Up» (con Hayley Williams de Paramore) | 3:13     |  |
| 7.  | «I'll Never Love Again»                        | 2:38     |  |
| 8.  | «Reasons»                                      | 2:59     |  |
| 9.  | «Such a Mess»                                  | 2:42     |  |
| 10. | «Heartless at Best»                            | 3:44     |  |
| 11. | «This Isn't You»                               | 2:49     |  |
| 12. | «Don't Let This Be the End»                    | 3:02     |  |

| Edición Japonesa/iTunes |                |          |  |
| N.º                     | Título         | Duración |  |
| 13.                     | «I'm the Fool» | 3:38     |  |

## Personal
Las siguientes personas contribuyeron al álbum:
New Found Glory
- Jordan Pundik - vocalista principal
- Chad Gilbert - guitarra, vocalista, compositor
- Steve Klein - guitarra rítmica, letras
- Ian Grushka - bajo
- Cyrus Bolooki - batería, percusión